# Villeréal
Villeréal är en kommun i departementet Lot-et-Garonne i regionen Nouvelle-Aquitaine i sydvästra Frankrike. Kommunen ligger i kantonen Villeréal som tillhör arrondissementet Villeneuve-sur-Lot. År 2022 hade Villeréal 1 265 invånare.

## Befolkningsutveckling
Antalet invånare i kommunen Villeréal
| Referens: INSEE |